# Beat Saber
Beat Saber è un rhythm game in realtà virtuale sviluppato e pubblicato da Beat Games. Compito del giocatore è quello di tagliare una sequenza di blocchi che appaiono a ritmo di musica utilizzando due lame luminose. Il gioco è uscito in accesso anticipato per HTC Vive, Oculus Rift e Windows Mixed Reality su PC Microsoft Windows dal maggio 2018, ed è stato pubblicato nel maggio 2019. È anche uscita una prima versione per PlayStation VR nel novembre 2018. Il gioco è stato anche un titolo di lancio per l'Oculus Quest, dispositivo inaugurato nel maggio 2019.

## Modalità di gioco
In Beat Saber il giocatore deve distruggere un flusso di blocchi che si avvicinano a lui facendo uso di due spade luminose che vengono manipolate, nella vita reale, da due controller di movimento VR. Tali blocchi devono essere eliminati in sincronia con il ritmo e le note del brano musicale che il giocatore ha scelto. Ogni blocco è colorato in rosso o in blu per indicare se va distrutto utilizzando la sciabola rossa o quella blu (la spada rossa viene impugnata con la mano sinistra e mentre quella blu con la destra), e ciascuno di essi può essere contrassegnata con particolari frecce raffiguranti le otto possibili direzioni in cui è possibile distruggere i cubi in avvicinamento. Quando un blocco viene tagliato da una sciabola, viene distrutto e viene assegnato un punteggio determinato in base all'accuratezza e alla qualità del taglio. Inoltre, oltre ai blocchi vi sono delle mine che il giocatore non deve colpire e ostacoli a forma di pareti in arrivo che il giocatore deve schivare abbassandosi. Ogni brano presenta cinque livelli di difficoltà.
Fin dai suoi stadi in accesso anticipato, il gioco include una modalità per giocatore singolo e una modalità party che presenta una classifica generata in base ai nomi immessi dopo la riproduzione di ogni canzone. Inoltre, la versione definitiva permette ai giocatori di personalizzare i livelli.

## Pubblicazione
Beat Saber è stato pubblicato per la prima volta su Microsoft Windows il 1º maggio 2018 e su PlayStation 4 il 20 novembre 2018. È anche riproducibile su Linux in via non ufficiale tramite la distribuzione modificata di Wine della Valve Corporation. È stato annunciato un editor che consentirebbe la creazione di canzoni personalizzabili per il maggio 2018, ma è stato posticipato nel maggio dell'anno seguente.
Nel marzo 2019, Beat Games ha lanciato un pacchetto di contenuti scaricabili a pagamento per il gioco, chiamato Monstercat Music Pack Vol. 1, che comprende dieci brani dell'etichetta discografica Monstercat. Un mese più tardi, in occasione del pesce d'aprile, è stata resa disponibile gratuitamente la traccia Crab Rave di Noisestorm. Il 2 maggio 2019, per celebrare il primo anniversario del gioco, è uscita una versione prototipo creata tre anni prima intitolata Beat Saber Origins. Il gioco è stato pubblicato completo in accesso anticipato su PC il 21 maggio 2019.

## Accoglienza

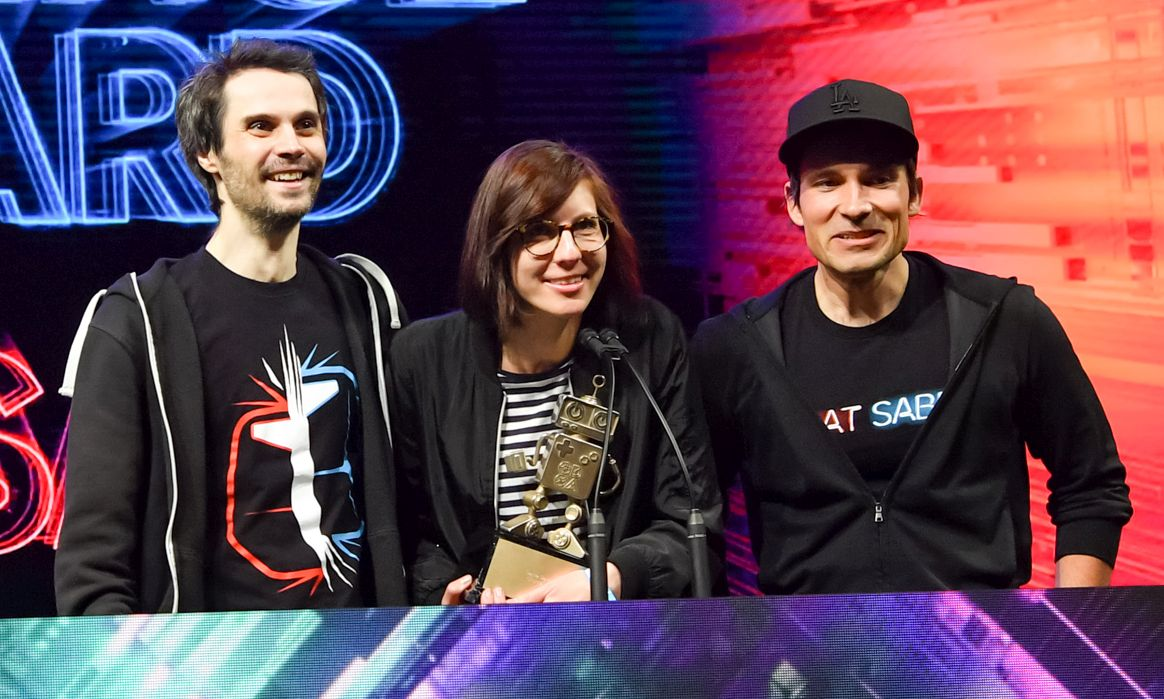
Vladimír "Loki" Hrinčár (a sinistra) e il compositore Jaroslav Beck (a destra) ai Game Developers Choice Awards del 2019

Beat Saber ha ricevuto recensioni positive, diventando il gioco con il punteggio più alto su Steam meno di una settimana dopo la sua uscita anticipata. Il gioco ha venduto oltre un milione di copie entro il marzo 2019.